# Johnny Brooks
Johnny Brooks, diminutivo di John Brooks (Reading, 23 dicembre 1931 – Bournemouth, 7 giugno 2016) è stato un calciatore inglese, di ruolo centrocampista.

## Biografia
Suo figlio Shaun è stato a sua volta un calciatore professionista.

## Carriera

### Club
Dopo aver giocato a livello giovanile con varie squadre dilettantistiche Brooks fa il suo esordio tra i professionisti nella stagione 1949-1950, all'età di 18 anni, con il Reading, club della terza divisione inglese; i Royals dopo complessive 5 reti in 46 partite di campionato giocate nel marzo del 1953 lo cedono per 6000 sterline (più Dennis Uphill e Harry Robshaw come contropartite tecniche) al Tottenham, club di prima divisione, con cui Brooks all'età di 22 anni fa il suo esordio in questa categoria, nella quale nei mesi conclusivi della stagione 1952-1953 gioca tuttavia solamente una partita. Già a partire dalla stagione 1953-1954 scende però in campo con maggiore regolarità, segnando 2 gol in 18 partite, mentre nella stagione 1954-1955 diventa titolare degli Spurs con 7 gol segnati in 31 presenze, a cui aggiunge ulteriori 39 presenze e 10 reti nella stagione 1955-1956, 23 presenze e 11 reti nella stagione 1956-1957, 25 presenze e 10 reti nella stagione 1957-1958, 25 presenze e 4 reti nella stagione 1958-1959 e 4 presenze e 2 reti nei primi mesi della stagione 1959-1960, durante la quale viene però ceduto a stagione in corso: nel dicembre del 1959, infatti, dopo 171 presenze e 59 reti tra tutte le competizioni ufficiali (delle quali 166 presenze e 46 reti nella prima divisione inglese) con il Tottenham viene ceduto per 20000 sterline al Chelsea, altro club londinese a sua volta militante nella medesima categoria.
Durante la sua prima mezza stagione ai Blues gioca titolare e segna 5 gol in 20 presenze, mentre nella stagione 1960-1961 va a segno solamente una volta in 26 partite di campionatogiocate. Nell'estate del 1961 viene ceduto per 5000 sterline ai londinesi del Brentford, club di terza divisione: nonostante le sue 10 reti in 38 presenze a fine stagione il club retrocede in quarta divisione, categoria che comunque vince già nella stagione successiva, grazie anche alle 22 reti in 39 presenze di Brooks, che tuttavia nella stagione 1963-1964, giocata nuovamente in terza divisione, gioca solamente 6 partite (nelle quali peraltro segna 4 gol) per poi nel gennaio del 1964 trasferirsi ad un altro club londinese di terza divisione, il Crystal Palace, con cui gioca 7 partite senza mai segnare e conquista una promozione in seconda divisione.
A fine stagione lascia il club per andare a giocare in Canada nella Eastern Canada Professional Soccer League con il Toronto City, dove trova un folto gruppo di connazionali (Tony Book, Ted Purdon, Norman Sykes e l'allenatore-giocatore Malcolm Allison); nel settembre del 1964 torna comunque in patria, per giocare con i semiprofessionisti dello Stevenage in Southern Football League (che all'epoca era una delle principali leghe calcistiche inglesi al di fuori della Football League). Successivamente nel 1968 segna un gol in 22 presenze nella NASL con i Cleveland Stokers, per poi giocare per un'ulteriore stagione nella Southern Football League con i semiprofessionisti del Cambridge City. Infine, si ritira nel 1970, all'età di 39 anni, dopo una stagione come allenatore-giocatore ai semiprofessionisti dello Knebworth.
In carriera ha totalizzato complessivamente 348 presenze e 93 reti nei campionati della Football League.

### Nazionale
Ha esordito in nazionale il 14 novembre 1956 in una partita del Torneo Interbritannico contro il Galles, vinta per 3-1, e nella quale ha anche segnato il secondo gol della sua squadra; due settimane più tardi è invece sceso in campo in una partita amichevole vinta per 3-0 contro la Jugoslavia, in cui ha segnato un'ulteriore rete; ha infine giocato la sua terza ed ultima partita in nazionale il 5 dicembre 1956, in una partita di qualificazione ai Mondiali del 1958 vinta per 5-2 contro la Danimarca.

## Palmarès

### Giocatore

#### Club

##### Competizioni nazionali
- Campionato inglese di quarta divisione: 1

Brentford: 1962-1963

#### Nazionale
- Torneo Interbritannico: 1

1957

#### Individuale
- Capocannoniere del campionato irlandese: 1

1966-1967 (15 gol)